# 겨울 사냥
겨울 사냥은 1982년 공개된 대한민국의 영화이다.

## 배역
- 이영하
- 이영옥
- 김동현
- 진수경